# Albert Camus
Albert Camus (kiejtve alber kamü, IPA: ka.mʉ̟ː) (Mondovi, Algéria, 1913. november 7. – Villeblevin, Franciaország, 1960. január 4.) Nobel-díjas francia író és filozófus, az egzisztencializmus egyik meghatározó alakja.

## Életrajza

### Gyermekkora, fiatal évei
Apai felmenői az akkor francia gyarmat, Algéria első betelepülői közé tartoztak, Bordeaux vidékéről költöztek Észak-Afrikába. Apját egyéves korában veszítette el: Lucien Camus-t az első világháború kitörésekor azonnal besorozták, s a marne-i csatában szerzett súlyos fejsebesülésébe hamarosan belehalt. Róla csak egy fénykép és egy annál jelentőségteljesebb anekdota maradt fenn: az undor, amit egy halálos ítélet végrehajtásának megtekintése ébresztett benne.
Anyai ágon szegény, Menorcáról áttelepült katalán családból származott.[forrás?] Anyja neve Catherine Sintès. Az analfabéta özvegyasszony Algírba költözött, édesanyja lakásába. Camus testvérével anyai nagybátyjánál, Belcourt-ban (a gyarmati időszakban hívták így, arab neve Belouizdad), egy szegények lakta negyedben nevelkedett, más hozzátartozókkal összezsúfolva, egy villany és vízvezeték nélküli házban.
Zsarnoki természetű nagyanyja mielőbb pénzkeresetre kívánta fogni a gyermeket, de tanítója, Louis Germain felismerve tehetségét, külön foglalkozott vele, legyőzte a matróna ellenállását, és ösztöndíjpályázatokra nevezte be kiváló diákját. Camus ettől kezdve naponta ingázott Belcourt szegényes világa és az iskola polgári légköre között, ahol osztálytársai előtt eltitkolta származását, szégyellve analfabéta és hallás- illetve beszédgyenge édesanyját. Sokat sportolt, egy futballcsapat kapusaként szerette volna javítani státuszát az osztályban. Camus tanítójának ajánlotta az irodalmi Nobel-díj átvételére írott beszédét.
17 éves korában jelentkeztek betegségének első tünetei: súlyos tüdőbajt állapítottak meg nála, ezért több hónapot egy dél-franciaországi szanatóriumban kellett töltenie. Visszatérése után édesanyja gyermektelen lánytestvéréhez és annak jól szituált és az irodalom iránt érdeklődő férjéhez került. Itt nagyon jól érezte magát, sokat olvasott és írt.

### Tanulmányai és első politikai aktivitása
1932-ben sikeresen letette érettségi vizsgáit (baccalauréat). Szeretett volna az École normale supérieure nevű párizsi elitiskolában tovább tanulni, de Algériában nem volt a felvételi vizsgára előkészítő osztály. Filozófiai tanulmányait az 1909-ben megnyílt Algíri Egyetemen folytatta, ahol életre szóló barátságot kötött tanárával, Jean Grenier-vel. Ő egész pályája során bátorította őt, s egyben szigorú kritikusa is volt.
1934-ben, 21 évesen (ahogy nagykorú lett) elvette a 19 éves csinos és extravagáns Simone Hiét, egyik barátja exjegyesét. Camus rövid szövegeket írt Simone-nak ifjúságáról, amelyeket egy kis kötetbe foglalt össze: L’Envers et l’Endroit (Színe és visszája, 1937-ben jelent meg).
1935-ben a francia népfront (a francia bal és középbal pártok antifasiszta szövetsége) megalakulása után – sok más fiatal értelmiségihez hasonlóan – kommunista lett, és belépett a Francia Kommunista Párt algériai tagozatába, hogy lehetősége nyíljék a szegények érdekében cselekedni. A párt azt a feladatot adta neki, hogy a város muzulmán-arab lakossága körében gyarmatellenes és kommunista propagandát terjesszen és tagokat toborozzon. Ez utóbbi szinte lehetetlennek bizonyult, mivel a marxista ateizmus elutasította a muszlimokat. Camus bepillantást nyert az akkoriban kb. 8 millióra becsült arab és berber őslakosok szociális és pszichológiai problémáira. 800 000 algériai francia (vagyis francia, spanyol és olasz bevándorlók leszármazottai, valamint „elfranciásodott” zsidók, ún. pied-noir) uralkodott felettük.
Amikor 1936-ban a népfront megnyerte a választásokat és egész Franciaországban új kulturális intézmények létesültek a munkások műveltségi színvonalának emelésére, Camus más baloldaliakkal létrehozta Algírban a Théâtre du travail-t (Munka Színháza).
Még abban az évben moszkvai utasításra minden gyarmatellenes propagandát megszüntettek, mert az Franciaország védelmét a fegyverkező Németországgal szemben gyengítette volna. Camus, aki szívén viselte az arabok szociális és politikai egyenjogúságát, felháborodott pártja politikájának pálfordulásán és szembekerült a hivatalos, sztálinista vonallal, ezért 1937-ben kizárták a pártból.

### Első írásai
Első írásai 1932-ben a Sud című folyóiratban jelentek meg. Az első kettő Paul Verlaine-ről és Jehan Rictusről készült, a harmadikban Henri Bergson utolsó nagy vallás- és erkölcsfilozófiai munkája fölött érzett csalódottságának ad hangot. A negyedik, zenéről szóló esszéje Nietzschéről és Schopenhauerről írott disszertációjának átalakított változata volt. Ifjúságában Nietzsche mellett döntő hatással volt rá Dosztojevszkij és Melville.
Első könyve, a L’Envers et l’endroit című esszégyűjtemény (1937), majd az 1939-ben megjelent Noces (Nász) című esszékötet Franciaországban gyakorlatilag ismeretlenek maradtak, noha Gide és Montherlant is felfigyeltek a szerzőre.
Csalódottságában regényt kezdett írni (La mort heureuse) egy tüdőbajos emberről, aki megöl és meglop egy gazdag, nyomorék embert, hogy aztán ő maga is meghaljon. A regényt soha nem fejezte be, de 1938-ban alapkőnek használta a L’Étranger-hez, egy politikai indíttatású regényhez, amelyben egy fiatal algériai francia (Meursault) lelő egy arabot, és mivel tettét nem tudja, nem akarja megmagyarázni, bűnbak válik belőle és saját halálos ítéletét provokálja ki (Meursault: meurs, sot! = halj meg, te bolond!).
Az év szeptemberében talált rá arra a tevékenységi formára, amely hosszú időre munkásságának legfontosabb terepe lett: az újságírásra és szerkesztésre. Ekkor ismerkedett meg Pascal Piával, élete egyik legfontosabb barátjával, akit az abszurd irodalom ember megtestesülésének tekintett. Pia nemrég érkezett Algírba, ahol alapítója és főszerkesztője lett a baloldali Alger Républicain című lapnak. Camus ebben az újságban dolgozott 1938 szeptemberétől. Egyik specialitása az arabok és berberek elleni perekről szóló bírósági riportok készítése volt.
Ebben az időben kezdett hozzá a Le Mythe de Sisyphe című filozófiai esszéhez.
1939-ben egy cikksorozatot írt, amelyben a hatóságokat vádolta az algériai hátországban lévő éhínségért.
A hatóságok a lap működését rendkívül rossz szemmel nézték, Camus tevékenységét kiváltképp kártékonynak ítélték, a fiatal írót minden eszközzel megpróbálták Algériában ellehetetleníteni. A második világháború kitörése után bevezetett cenzúra tovább gátolta munkáját. A lap 1940-ben megszűnt. Camus – miután sikerült elválnia Simone-tól – újra nősült, de munka és bevétel híján felesége, Francine tartotta el, amit nagyon nehezen viselt el. Ezért Párizsba ment, ahol szintén Pascal Pia segítségével a Paris Soir szerkesztőségében kapott munkát.

### Háborús évek
Camus a háborús Párizsban nem találta a helyét, idegennek (étranger) érezte magát. A szerkesztői órák után az Étranger (Közöny) című regényén és nagy filozófiai-erkölcstani esszéjén, a Sziszüphosz mítoszán dolgozott tovább.
Röviddel azelőtt, hogy a német csapatok bevonultak Párizsba, Camus Clermont Ferrand-ba, majd Lyonba menekült, ahol tanúja volt a június 22-ei fegyverszünetnek és a Pétain vezette új État français kezdetének.
A következő években Camus hol Franciaországban, hol Algériában élt, szorgalmasan írt. 1941/1942 telén Oránban befejezte a Sziszüphosz mítoszát, s itt gyűjtött tapasztalatokat a háború utáni nagy regényéhez, mely a La Peste (A pestis) címet viseli (1941–42-ben súlyos tífuszjárvány pusztított az észak-afrikai országban).
1942-ben Camus ismét Dél-Franciaországba ment gyógykúrára, és miután Algériát angol-amerikai csapatok foglalták el, a németek pedig november 11-én az addig megkímélt déli zone libre-et is bevették, nem tudott visszatérni Oránba. Ezért Párizsba ment, ahol a Gallimard kiadó lektori állást kínált neki. André Malraux és Jean Paulhan közvetítésével a kiadó elfogadta közlésre a Közönyt, ami óriási sikert aratott, nagy kritikai visszhangja támadt. Sartre 1943-ban a Cahiers du Sudben és 1945-ben a Vogue-ban is elismeréssel méltatta. Még ugyanebben az évben napvilágot látott a Sziszüphosz mítosza is, amelyet az író Pascal Piának ajánlott.
Az ún. „abszurd ciklus” harmadik darabja, amely a többivel párhuzamosan íródott, az őrült római császárról szóló Caligula című dráma végleges változata 1944-ben készült el, ősbemutatója 1945-ben volt a théâtre Hébertot-ban, az 1946. novemberi világpremiert pedig Ingmar Bergman rendezte a Göteborgs Stadsteaterben (Göteborgi Városi Színház).
Szorgalmasan dolgozott a Pestis című regényén, amely hűen tükrözi egyrészt személyes helyzetét – az embereket elválasztó, a száműzetés érzését keltő háború és megszállás, illetve a közös harc és a szolidaritás érzésének átélését az ellenállásban, másrészt az ország általános állapotát, amelynek fiai többnyire egykedvűen kollaborálnak a megszállókkal, vagy mint később maga Camus is – csatlakoznak az ellenállási mozgalomhoz. (A pestis 1947-ben került kiadásra, és nagy siker lett.)
1943-ban írta Camus a Le Malentendu darabot is, és dolgozni kezdett a földalatti mozgalom Le Combat című lapjának, amelynek 1944-ben főszerkesztője lett. Annak ellenére, hogy politikailag az ellenállást képviselte, Lettres à un ami allemand (Levelek egy német baráthoz) írásaival (1945) a német–francia kibékülésen dolgozott.
1944-ben részt vett A legyek bemutatóján, s megismerkedett Sartre-ral, akivel a továbbiakban szoros kapcsolatba került.

### A háború utáni évek
1947-ben írói sikere csúcspontjára ért. Az „abszurd” divatszóvá vált. Június 10-én megjelent La Peste (A pestis) című regénye, melyért megkapta a kritikusok díját. Sartre a Harvard Egyetemen tartott róla előadást.
A következő évek kiújuló betegsége és a L'Homme révolté (A lázadó ember) jegyében teltek. Második nagy könyvesszéje, amelynek végleges változata 1951-ben készült el, a Sziszüphosz mítoszában megkezdett gondolkodási folyamat folytatásaként értékelhető. Az abszurd hőst önmagában középpontba állító korábbi művel ellentétben A lázadó ember kiinduló kérdése nem az öngyilkosság, hanem a gyilkosság. A lázadó ember társadalomban él, és a vele és embertársaival szembeni elfogadhatatlan méltánytalanságra kell választ találnia. A második könyvesszé az ideologikusan igazolt bűn és az elnyomó rendszerek elfogadása ellen szólal fel rendkívül határozottan.
A tisztán látó, s a jövő veszélyeit érzékenyen kitapintó könyv azonban egyúttal igen polemikus, sok kortárs értelmiségi találva, vagy sértve érezte magát, s hamarosan ellentámadásba lendültek. Camus számára a legfájóbb Sartre és a Temps modernes körének reakciója volt. Sartre, el akarván kerülni a nyílt vitát, egyik munkatársát, Francis Jeansont kérte fel recenzió írására. Utóbbi rendkívül kemény szövegét Camus a szívére vette és nyílt levelet intézett Sartre-hoz, a barátjához, Főszerkesztő úrnak szólítva őt. Ezzel a két író között véglegesen megszakadt a kapcsolat. A vita, Sartre szerint, a Szovjetunió megítélése miatt mérgesedett el.
Kevésbé sikeresek voltak a L’État de siége (1948) vagy a cári Oroszországban játszódó Les Justes (1949), amely a Szergej Alexandrovics Romanov nagyherceg elleni merényletből (1905) kiindulva a politikailag motivált merényletek problematikáját elemzi: megkérdőjelezi az értelmét, de nem teljesen ellenzi azt.
L’Exil et le Royaume (A száműzetés és az ország) című novelláskötetén dolgozott, amikor a hetedik novellának szánt La Chute (A bukás) az eredeti tervektől eltérően önálló könyvvé nőtte ki magát. A keserű irodalmi és ideológiai viták hatása nyomon követhető a regényben, ám az egykori barátokat és szövetségeseket élesen bíráló részeket az író kihagyta a végső változatból. Az 1956 májusában kiadott mű főhőse, Clamence, a Közöny Meursault-jának kifordított figurája. Míg az utóbbiban a gyilkosságért elítélt kishivatalnok ártatlannak vallja magát, addig Clamence, az ítélkező bíró mély bűntudatot érez. A száműzetés és az ország hat novellája különböző elbeszélésmódokban ugyanazt a témát jeleníti meg: a Camus által ekkoriban ténylegesen átélt száműzöttség-élményt. A novelláskötet 1957-ben jelent meg.

### Nobel-díj
Camus 1957. december 10-én irodalmi Nobel-díjat kapott. A díj átvételekor a következőképpen magyarázta a művész, az író, az értelmiségi feladatát: „… ma már nem léphet azoknak a szolgálatába, akik a történelmet csinálják, azoknak a szolgálatában áll, akik a történelem szenvedő alanyai …”
Arra a kérdésre, hogy „mit tehet a művész a mai világban?” így válaszolt: „véget ért az üldögélő művészek kora… A művészet, önmagában nyilvánvalóan nem tudja biztosítani azt az újjászületést, amely elhozza az igazságot és a szabadságot. De nélküle ez az újjászületés formátlan lenne, azt mondhatnánk, hogy létre sem jöhet. A kultúra nélkül az a relatív szabadság, amelyet egy – ha akár tökéletes – társadalom is létre tudna hozni, nem lenne más, mint egy dzsungel. Ezért van az, hogy minden igazi alkotás egy-egy ajándék a jövőnek.”
Az élet értelméről így nyilatkozott: „Egy élet értelme, a művészet nem lehet más, mint hogy hozzájáruljon a minden emberben és a világban fellelhető szabadság és felelősség növeléséhez.”
December 12-én, stockholmi egyetemi előadására menet az írót provokáció érte: egy algériai diák számon kérte rajta, hogy miért nem hallatja szavát Franciaország és Algéria véres háborújában. A támadás Camus-t, aki maga is „feketelábú” volt, érzékenyen érintette. 1958-ban Actuelles III címen újraközölte Algériával kapcsolatos írásait, később De Gaulle tábornokkal folytattak eszmecserét Algéria függetlenségének kérdéséről.

### Halála
1960. január 4-én Camus és Michel Gallimard (Camus kiadója) egy Facel Vega FV3 típusú sportkocsiban utaztak vissza Párizsba, amikor délután két óra előtt, Petit-Villeblevinnél halálos kimenetelű balesetet szenvedtek, amikor autójuk egy fának ütközött. Az autót Gallimard vezette. Az író azonnal meghalt, Gallimard néhány nappal később.
Camus akkor a Le Premier Homme című önéletrajzi regényén dolgozott, amelyben gyerekkoráról és fiatalságáról mesél. A regény jóval a halála után, 1994-ben fragmentumként (befejezetlen műalkotás) jelent meg.
Giovanni Catelli The Death of Camus (Camus halála) című kötetében azt állítja, hogy Camus olyan autóbalesetben halt meg, amit az orosz KGB hajtott végre.
A baleset a szakértők szerint egy hosszú, egyenes, széles útszakaszon történt, ahol alig volt forgalom – írta Herbert Lottman 1978-as Camus-életrajzában.
Camus 1956 őszétől nyilvánosan kiállt az 1956-os magyar forradalom mellett, és erősen kritizálta a szovjetek lépéseit. Nyilvánosan dicsérte és támogatta Borisz Paszternak szovjetellenes orosz szerzőt.

### Magyar vonatkozások
A magyar olvasó számára érdekes lehet, hogy Camus, csaknem egyedüliként, 1956-ban kiállt a magyar forradalom ügye mellett. Szolidaritását mutatja A magyarok vére című kiadványa is. Így ír benne a forradalomról: „Létezik egy igazi Európa, mely abban egységes, hogy az igazság és a szabadság nevében ellenszegül a zsarnokságnak. A magyar szabadságharcosok ezrei ma ezért az Európáért halnak meg.”

## Irodalmi tevékenysége
Albert Camus Közöny (L’Étranger) című regénye 1942-ben jelent meg. Az ún. „abszurd ciklus” első darabját ugyanebben az évben követte egy esszé, a Sziszüphosz mítosza (Le Mythe de Sisyphe), majd 1944-ben a Caligula című dráma. Mindhárom mű témája a camus-i filozófia alapélménye: az abszurd. A regényt negyven nyelvre fordították le, 1967-ben Luchino Visconti rendezésében filmadaptáció is készült belőle.
1947-ben megjelent legismertebb műve A pestis, Camus így ír a regényéről: „A pestis, amely szándékom szerint több szinten értelmezendő… nyilvánvalóan az európai ellenállási mozgalomról is szól a nácizmus ellen. Ennek bizonyítéka, hogy anélkül, hogy név szerint is szerepelne, mindenki ráismert az ellenségre, Európa összes országában” – „A pestissel azt a légkört szeretném érzékeltetni, amely mindannyiunkra nehezedett, s a veszélynek és száműzetésnek atmoszféráját, melyben mindannyian éltünk. Ugyanakkor ezt az érzést az egész létre kívánom vonatkoztatni” – „a műnek társadalmi és metafizikai jelentése van”.
A bukás című regény főhőse egy sikeres párizsi ügyvéd, aki egy váratlan esemény hatásának következtében rádöbben önmaga és környezete hazug voltára. Tehetetlenül, gyáván végignézi, ahogy egy nő a Szajnába öli magát. A regény egy vallomás, amelyet vezeklő bíróként mond el a hős, aki vádbeszéde után nemcsak önmaga, hanem az egyetemes emberi gyengeség felett is pálcát tör.

## Filozófiája
Filozófiáját – de általában minden művére is elmondható – „képekben gondolkodás” jellemzi. Nem ír rendszeres filozófiai értekezéseket: esszékben, elbeszélésekben és drámákban fejti ki mondanivalóját. Filozófiájának központi problémája: az emberi létezés ér.
Camus filozófiájában két embertípust különböztet meg: a „sziszüphoszi” abszurd embert és a „prométheuszi” lázadó embert.
A Sziszüphosz mítosza (1942) című írásában azt vizsgálja, hogy megéri-e az embernek, hogy egyáltalán éljen. Sziszüphosz alakját a görög mitológiából ismerhetjük: mivel Sziszüphosz szembeszegült az istenekkel, ezért azok büntetésből soha véget nem érő értelmetlen munkára ítélték. Camus azonban azt mondja, hogy Sziszüphosz éppen azáltal, hogy mindennap véghezviszi munkáját és nem szegül ellen az istenek akaratának, felette áll a sorsának: sziklája az övé, ebben van minden boldogsága. Sziszüphoszt boldognak kell elképzelni, fölötte áll sorsának, mert tagadja az isteneket és felemeli a kősziklákat.
A Lázadó ember (1951) című munkájában az ember felismeri, hogy nincs egyedül a világban hanem azonosul a többi emberrel akik, akár csak ő, szenvednek. Ezért minden lázadás alapja az emberek közti szolidaritás. Camus példája a lázadó ember típusra Prométheusz, aki ellopta az istenektől a tudást, hogy az emberek szenvedésein enyhítsen.
A lázadás téves normái a történelemben ott jönnek létre, ahol az megtagadja az abszurdban és a szolidaritásban való eredetét és feláldozza az embert az általános abszolút végcél érdekében, ahol nihilizmusban és emberek megvetésében végződik.

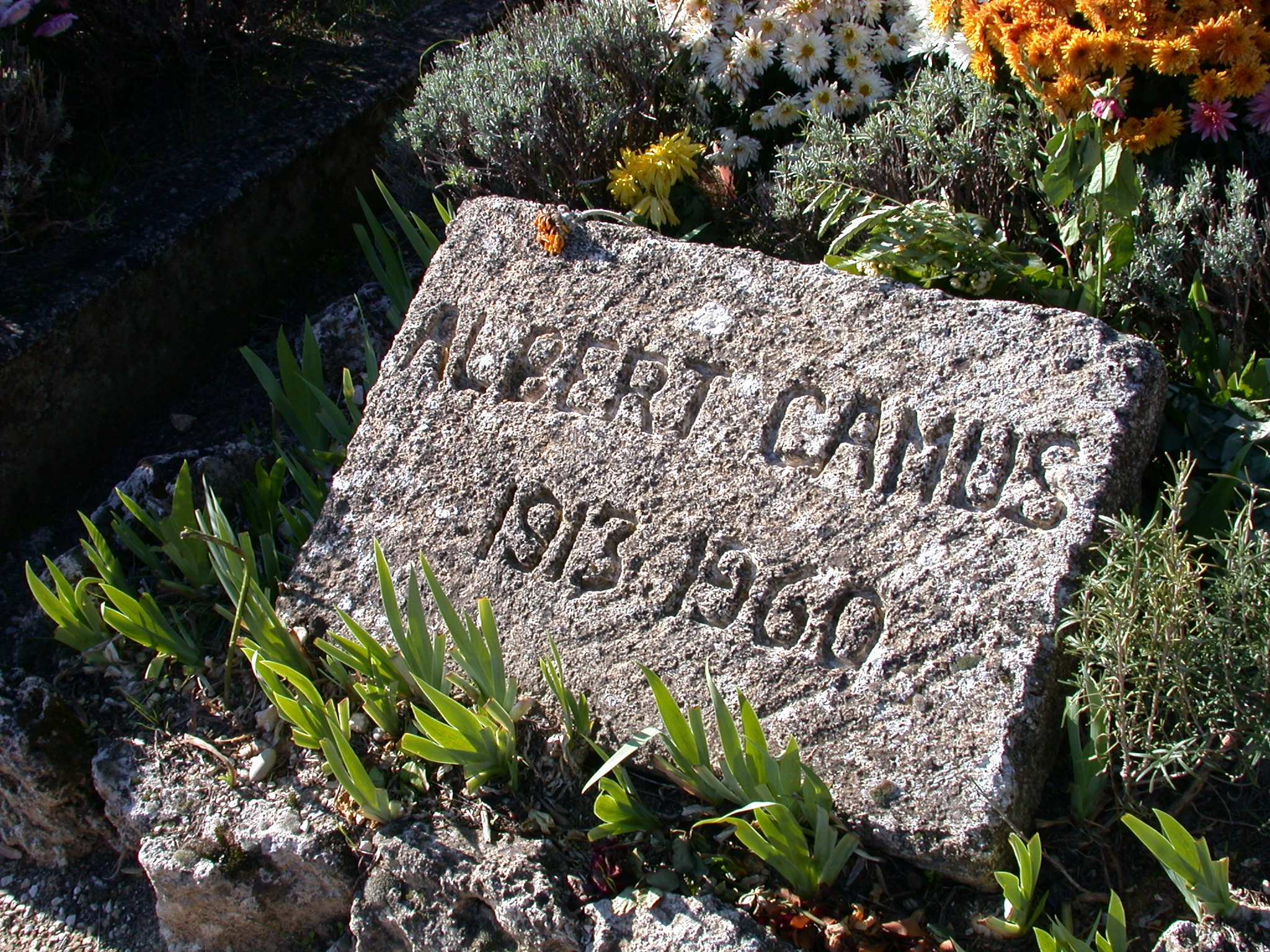
Albert Camus sírja

Camus fontosnak tartja az emberi mérték betartását: mindenféle szélsőség tragédiához vezet: „A nemezis éber; ő a mérték és nem a bosszú istennője. Mindenkit aki a határokat átlépi, kérlelhetetlenül megbünteti”.

### Az abszurd
Az abszurd, Camus felfogásában egy paradoxon, melynek két tagja van: az életének értelmet kereső emberi egyén és az őt lehatároló-tagadó, idegen, néma világ.
Az abszurd ennek az ellentétnek a tudatos meg- illetve átélése. Az ember a világban él ugyan, de képes különállóan látni magát, mint az ember-világ reláció egyik tagját. A két pólus elválaszthatatlan, ugyanakkor a tagok feloldhatatlan meghasonlásban állnak szemben egymással. Az öntudatára ébredt ember, lényéből fakadóan bizonyos igényeket támaszt a világgal szemben: otthonosságot követel tőle, megmagyarázhatónak, megismerhetőnek, emberi léptékűnek szeretné tudni, egységre kíván lépni vele. Nem akar belenyugodni az emberi lét végességébe, a halál mindent tagadó, mindent egy csapásra értelmetlenné tevő hatalmába, s abba sem, hogy életét véletlenek irányítsák. Hogyan válaszol a világ az ember e követeléseire? Süket csönddel. Otthontalannak, megmagyarázhatatlannak, és értelem nélkülinek mutatkozik. Lelepleződik idegensége az embertől. Az abszurd paradoxon lényege ember és világ szükségszerű egymásrautaltsága és ezen egymásrautaltság mélyén rejlő szörnyű össze-nem-illés, aránytalanság, idegenség. Camus erőteljesen hangsúlyozza, hogy nem a világ az, ami abszurd, hiszen az önmagában véve pusztán értelem nélküli. Az emberi szellem sem abszurd, hisz értelemigénye folytán éppenséggel ellentétes az abszurditással. Abszurdnak csakis a két oldal kapcsolatát, az ember értelemigényének és a világ értelmetlenségének összefüggését nevezzük.
Az abszurd azonban nem pusztán tudás, hanem magatartás, életszabály is egyben: az emberi lét egyetlen autentikus módja. Megmaradni benne rendkívüli, heroikus erőfeszítést igényel. „Az abszurd embert az út egy bizonyos pontján nógatni kezdik. Felszólítják, hogy ugorjon”, írja Camus a Sziszüphosz mítoszában. Az abszurdban álló ember lépten-nyomon olyan késztetések elé néz, amelyek megpróbálják kimozdítani belőle. A hit valamiben, bármi legyen is az, az öngyilkosság, a rezignáció vagy a derűs elfogadás, csakúgy, mint a megbánás, a bűntudat általi önsanyargatás mind-mind felszámolja az abszurdot. A hit, vagy a derűs elfogadás elmossák az emberi lét abszurditásának a tényét, az egyetlent, amelyben pedig biztosak lehetünk, az öngyilkosság pedig ugyancsak felszámolja az abszurdot, hiszen megszünteti a szembenállás két tagja közül az egyiket, az embert. Ahogy Camus írja, „az öngyilkosság is, az ugrás is végsőkig vitt elfogadás”. Camus éppen azt veti az egzisztencialisták szemére, hogy bár felismerik az abszurdot, paradox módon végrehajtják az ugrást, s vallásos vigaszhoz menekülnek.
Ezek a megfontolások vonatkoznak a mindennapi tevékenységekre is: ha egyszer felismertük az emberi lét abszurditását, többé nem élhetjük úgy mindennapjainkat, ahogy a „boldog tudatlanság” állapotában tettük: „A holnapra gondolás, a célok kitűzése, bizonyos dolgok előnyben részesítése mind, mind azt feltételezi, hogy hiszünk a szabadságban. De e pillanatban az egyetlen szabadságról, melyen igazság alapulhat, a lét szabadságáról már tudom, hogy nincs. A halál az egyetlen realitás. Az abszurd felvilágosít: nincs holnap”. Ha pedig nincs holnap, ez azt jelenti, hogy közönyösek vagyunk a jövő iránt: „az élet értelmébe vetett hit mindig értékhierarchiát, választást föltételez […], az abszurdba vetett hit a minőség mennyiségre való felcserélésével egyenlő […], nem az a fontos, hogy minél jobban, hanem az, hogy minél többet éljünk”, fogalmazza meg a kvantitatív etika tételét Camus. A földi élet felértékelése mindenféle túlvilággal szemben, ez az abszurd ember lázadása az őt elnyomó és tagadó sors hatalmával szemben. „Tisztánlátásomat abba helyezem, ami tagadja. Felmagasztalom az embert, azzal szemben, ami rátapos, s ebben a feszültségben, tisztánlátásban, mértéktelen ismétlődésben találkozik össze szabadságom, lázadásom és szenvedélyem. Igen, az ember önmaga célja. Ő az egyetlen cél. Csak ebben az életben lehet valamit”.
Az abszurd ember tehát permanens lázadásával változtatja életszabállyá azt, ami korábban az öngyilkosság felé csalogatta, s heroikus erőfeszítése árán elnyeri szabadságát és metafizikai boldogságát egy olyan világban, amit nem tagad többé.

## Művei
- L'Envers et l'Endroit (Előnyök és hátrányok), 1937
- Noces (Esküvő) {recueils d'essais et d'impressions} {esszék és benyomások gyűjteménye}, 1938
- Le Mythe de Sisyphe (Sziszüphosz mítosza), 1942
- L'Étranger (Az idegen), 1942
- Caligula (Caligula), 1944
- Le Malentendu (A félreértés), 1944
- La Peste (A pestis), 1947
- L'État de siège (Ostromállapot), 1948
- Lettres à un ami allemand (Levelek egy német baráthoz), 1948
- Les Justes (Az Igazságos), 1950
- L'Homme révolté (A lázadó ember), 1951
- L'Été (Nyár), 1954
- La Chute (A bukás(wd)), 1956
- Réflexions sur la Guillotine (Reflexiók a guillotine-ról), 1947
- L'Exil et le royaume (A száműzetés és a királyság), 1957
- Le Premier Homme (Az első ember), 1994
- Les Possédés (A megszállottak), 1959, színmű Dosztojevszkij műve alapján
- Albert Camus, Maria Casarès. Correspondance inédite (1944-1959). (Maria Casarès. Kiadatlan levelezés 1944-59) Édition de Béatrice Vaillant. Avant-propos de Catherine Camus. Collection Blanche, Gallimard. Parution : 09-11-2017.

## Magyarul

### 1989-ig
- Közöny. Regény; ford. Gyergyai Albert; Révai, Bp., 1948 (Révai könyvtár)
  - (Az idegen címen is)
- Közöny; ford., utószó Gyergyai Albert; Magvető, Bp., 1957
- A pestis / A bukás; ford. Győry János, Szávai Nándor, bev. Köpeczi Béla; Magvető, Bp., 1962 (Világkönyvtár)
- A száműzetés és az ország; ford. Antal László, Benyhe János, Szávai Nándor; Európa, Bp., 1969
- Regényei (Közöny. A pestis. A bukás) Bp.: Európa, 1970
- Regények és elbeszélések. Bp.: Európa, 1979
- Boldog halál; ford. Örvös Lajos; Magvető, Bp., 1984 (Rakéta Regénytár)

### 1990-től
- Sziszüphosz mítosza. Válogatott esszék, tanulmányok; vál. Réz Pál, ford. Ferch Magda et al.; Magvető, Bp., 1990 (Világkönyvtár)
- A lázadó ember; ford. Fázsy Anikó; Bethlen, Bp., 1992
- Noteszlapok. 1935. május–1942. február; ford. Fázsy Anikó, szerk. Albert Tibor; Bethlen, Bp., 1993
- Az első ember; ford., előszó Vargyas Zoltán; Európa, Bp., 1995
- Boldog halál. Bp.: Fiksz Könyvkiadó, 1996
- Caligula / Félreértés; ford. Illés Endre, Örvös Lajos; Fiksz, Bp., 1997
- Ostromállapot / Az igazak; ford. Örvös Lajos; Fiksz, Bp., 1998
- A lázadó ember. Bp.: Nagyvilág Kiadó, 1999
- Albert Camusː Az akasztófák szocializmusa / A magyarok vére; ford., tan. Nagy Alajos / Hannah Arendtː A magyar forradalom és a totalitárius imperializmus; ford. Kocsis Gábor; Antológia, Lakitelek, 2006
- A száműzetés és az ország; ford. Antal László, Benyhe János, Szávai Nándor; Európa, Bp., 2006
- Amerikai útinapló (részletek). inː Nagyvilág, 2014/8.
- Az idegen; ford. Ádám Péter, Kiss Kornélia; Európa, Bp., 2016 ISBN 978-963-405-366-8
  - (Közöny címen is)
- A száműzetés és az ország; ford. Antal László, Benyhe János, Szávai Nándor; 5. jav. kiad.; Jelenkor, Budapest, 2018
- A pestis; ford. Vargyas Zoltán; Jelenkor, Bp., 2019
- Előadások és beszélgetések. Üzenet a száműzött magyar íróknak, 1937–1958; ford. Kamocsay Ildikó; Jelenkor, Bp., 2019
- A bukás; ford. Dunajcsik Mátyás; Jelenkor, Bp., 2020
- Főleg szeress. Albert Camus, Maria Casarès levelezése 1944–1959; összeáll., szöveggond. Béatrice Vaillant, ford. Kamocsay Ildikó; Jelenkor, Budapest, 2021
- Sziszüphosz mítosza; ford., jegyz. Vargyas Zoltán; Helikon, Budapest, 2022 (Helikon zsebkönyvek)